# 土居一洋
土居一洋（どい かずひろ、1978年12月14日 - ）は、兵庫県神戸市生まれ、徳島県鳴門市出身の環境運動家、実業家。私設の移動図書館である『じてんしゃ図書館』の元館長。現在は団子屋『ひとえや』店主（詳細は後述）。

## 略歴
※本人の記憶に基づく情報であるため、報道機関毎に多少の差異がある。
自動車関係の専門学校を中退し、21歳の時に仕事を求めて愛知県に移住。工場の派遣社員などで半田市や豊田市などに移り住み、2003年の秋に岡崎市に落ち着く。岡崎市内で住宅関連企業のサラリーマンとして会社勤めをしていた2004年3月のある日、会社帰りにたまたま立ち寄った豊田市内の書店「ヴィレッジヴァンガード」で『百年の愚行』という本と出合う。この本を読んだ土居は、20世紀に人間が行ってきた数々の「愚行」に衝撃を受ける。その時期は飲酒運転による交通死傷事故が全国で社会問題となっていた頃であり、「バーの方から来てくれる店が在ったら、客は店まで移動してくる必要が無いから飲酒運転も少しは減るのではないか」と考え、飲酒運転をしなくても済むとの思いから、当時の土居はかつてバーテンダーのアルバイトに就いていた経験を活かし、独立して移動式のバーを起業するために資金を貯めていたが、この本との出合いによって自分の目的がバカらしくなったという。「21世紀も同じような社会にしてはならない。この本をもっと多くの人に知ってもらい、環境問題に意識を持ってもらいたい」と感じたという。
数日後、近くの図書館に行くと『百年の愚行』は置いておらず、司書に尋ねると最初のうちは渋っていたものの、最終的に蔵書を約束し、置いてくれた。それから更に数日後、司書に再度尋ねると3人の利用者が居たことが判り、土居は「これはチャンスだ」と感じ、もっと多くの図書館に蔵書を呼び掛けることを決意する。翌2005年1月には勤めていた住宅関連企業を退職。当時住んでいた愛知県岡崎市の自宅を飛び出し、当時所有していた自家用車を売却して得た現金30万円を持って「岡崎市シビックセンターの分館に在る図書室」を皮切りに全国の公立図書館に『百年の愚行』を置いてもらうように交渉する旅に出る。しかしながら、この活動は思ったようには巧くいかず、本のセールスに来たと勘違いされて邪険に扱われ、門前払いで話すら聴いてもらえなかった図書館も少なくなかったという。
連戦連敗で落ち込み、どうするべきかと悩みながら伊豆半島の海岸を歩いていた時、干物を売っている女性に出逢う。心配して話しかけてきた彼女に理由を話したところ、彼女から「自分のやっていることを見た目でアピールしてみたら如何か」とアドバイスを受ける。その結果、「自分自身が図書館になればいい。そうすれば置きたい本を並べられる。」と考え付いたのが「じてんしゃ図書館」の始まりである。
最初は普通のベビーカーをリサイクルショップにて500円で調達。これに本を積み込んで自転車で牽き、声を掛けられたら活動の主旨を話して本を貸し出すという形だった。その後、日本の古い物が好きだという土居は、水車の形をした本棚を約1ヶ月かけて作成。これを移動のためのランドナーに取り付け、『百年の愚行』を置いてもらうように交渉するため、全国約3000箇所の図書館を巡る旅に再度出発。服装も雰囲気に合わせた物が良いと考え、和装するようになる。
旅の先々でアルバイトをして給与を得て、そのほとんどを書籍代に充て、自らの食生活は質素に済ます姿勢が支持され、徐々に活動が口コミで広がるようになる。それから各種メディアで取り上げられるようになり、各地で講演活動も行っていた。その傍ら、茅葺屋根の修復工事を中心にコンビニエンスストアの夜勤店員や畑仕事など、さまざまなアルバイトをしながら、旅を続けた。なお、メディアで最初に土居を取り上げたのは石田ゆうすけであり、アウトドア雑誌『BE-PAL』2006年2月号に寄稿された記事が最初である。

## 人物
※本人の記憶に基づく情報であるため、報道機関毎に多少の差異がある。
日本の伝統的な古い物が好きで、普段は和服で生活している。本来なら自転車の運転に和服は不向きであるが、自転車での道中も和服を着ている。洗濯などで和服の着替えが無い場合はTシャツなどの洋服を着ることもある。
旅先で出逢う人々からの奉仕は基本的に受けず、書籍代から食事の調達まで、全てにおいて自給自足で賄っていた。給与の大半を書籍代に充てるため、かつては就寝のほとんどが野宿であった。
2代目の図書館（初代の水車型本棚）で宮城県仙台市を渡っている途中、交通事故に見舞われる。自身は大事に至らなかったが、図書館（水車）が自転車諸共大破。修理しようと試みるも、自転車の調達を優先する必要があったため、止むを得ずその場を離れて放置せざるを得なかった。しかし、大破した図書館が土居が数日ほど不在だった間にゴミと間違われて無断で廃棄されてしまった。この時、心が折れた土居は徳島県鳴門市の実家に帰省。プロジェクトを辞めるべきかもしれないとも考えた。しかし「旅」を続ける、それまでに貸し出した本たちを想い、「途中で辞めたくない、自分が広めなければ誰が広めるのか」と思い直し、旅を続けることにした。結果として、旅は述べ7年10ヶ月に及び、総計で2640館もの図書館を訪館するに至った。旅を終えた現在も和装での生活を続け、環境問題を意識した職に従事しながら、同じく環境問題を意識した生活をしている。旅中・旅後のインタビューでは度々「環境問題を専門的に取り扱う出版社を創業したい」と語っていた。2013年には公式ブログで団子屋の開業を考えている旨を公表。その後、2014年の初夏に団子屋『ひとえや』を開業（詳細は後述）。

## じてんしゃ図書館
※本人の記憶に基づく情報であるため、報道機関毎に多少の差異がある。
自ら館長を務める。取り扱っている書籍は全て環境・社会問題・戦争関係などの書籍である。『百年の愚行』も積んであるが、これだけは貸出の対象にはしていない。一人1冊まで誰でも自由に借りることができ、返却は不要。その代わりに読み終わったら葉っぱを1つ描いて次の人に渡すことが借りるためのルールである。
書籍は子供でも解かり易い内容の物を選んで購入している。旅の道中に貸し出した本の総冊数は1540冊に上る。文字表記は、水車に備え付けられている表札が「じてんしゃとしょかん」、土居本人や公式ホームページにおける表記が「じてんしゃ図書館」、メディアによる表記が「自転車図書館」であるが、特に正式な表記というものは無い。
試行錯誤を繰り返し、約1ヶ月かけて水車型の本棚を作成。重量は100kgほどで、全てを含めた総重量は120～150kg近くあるという。書籍は自ら旅先でアルバイトして稼いだ給与から自費で購入している。初代の図書館は普通のベビーカーであり、これを本が積めるように改造したものを使用。現在のような水車型の本棚になったのは2代目からで、最後の図書館は6代目（水車型としては5代目）である。また、足となる自転車そのものも宮城県仙台市で事故に遭った際に買い換えている。
旅費が尽きた場合は出稼ぎに出るため、数ヶ月間に亘って「休館」することもあった。本来なら2012年4月に旅を再開し、同年7月に旅を終える予定であったが、諸事情により暫くの間は活動が休止状態にあった。同年8月7日より約1年ぶりに旅を再開。しかし、8月20日の夜に高知県幡多郡黒潮町を走行中に後方から自動車に追突される事故に遭い、自転車と図書館 （水車）は破損。土居自身も宿毛市内の病院に搬送され、再び数日間の活動休止となった。本人が掲示板に載せたコメントによると大事には至らなかったらしく、自転車の修理を済ませて旅を再開。2012年11月10日、愛知県西尾市に在る西尾市立図書館の訪館を最後に全国総計2640館の図書館を廻り、旅の出発地である愛知県岡崎市に辿り着き、岡崎市立中央図書館にて足掛け7年10ヶ月に及ぶ長旅が遂に終わった。

### 歴代の図書館
| 代    | 型式       | スタイル | 廃棄理由 | 備考                                                                                             |
| ----- | ---------- | -------- | --- | ------------------------------------------------------------------------------------------------ |
| 初代  | ベビーカー | 積載式   | 水車型に移行するため。                                                                                            | 自転車図書館の始祖。                                                                             |
| 2代目 | 水車       | 回転式   | 宮城県仙台市を渡る途中で事故に遭い、大破。 修理を試みるも、大破していることからゴミと間違われて無断で廃棄される。 | 初代の水車型図書館。 この時の事故によって、自転車も大破したため、2代目の自転車に買い換えている。 |
| 3代目 | 水車       | 回転式   | 劣化に依る故障。                                                                                                  | 構造が複雑だったため、劣化が速かった。                                                           |
| 4代目 | 水車       | 回転式   | 宮崎県の沖合いでヨットが転覆し、水没。                                                                            | 本も水没。                                                                                       |
| 5代目 | 水車       | 回転式   | 不詳 | 劣化に依る故障か?                                                                                |
| 6代目 | 水車       | 回転式   | | 最後の図書館。この代の図書館を以って旅が終了した。                                               |

## 旅を終えた後
旅を終えた後、土居は岡崎市内に2 - 3日の滞在を経て徳島県鳴門市の実家に帰省。2013年1月8日には東京に赴き、土居の活動の基点となった写真集『百年の愚行』を刊行したThink the Earthを訪問。同書の編集担当者である上田壮一と会談を交え、同書の大判本を20冊ほど贈呈された。土居によると、贈呈された大判本は交流のある大阪・奈良・和歌山・三重に在る計20館の図書館に寄贈したとのこと。また、上田は土居の活動に敬意を表し、2013年のうちに土居の意見を取り入れた上で『百年の愚行』の続編を制作するつもりでいるとThink the Earth公式サイトに綴った。
本人運営のブログによると、2013年3月までは実家に居住しながら3つの会社にアルバイトとして所属。4月からは大阪府南河内郡千早赤阪村に滞在し、材木関係の職に従事した。6月9日には母校である鳴門市鳴門西小学校で講演を行い、旅で使用していた水車も講演に持参した。
2014年ごろには愛知県豊田市に居住し、食品衛生管理に関する資格などを取得して団子屋「ひとえや」を開業。「ひとえや」は愛知県豊田市による環境プロジェクト「とよたデカスプロジェクト」にて紹介されていた。
その後、一般企業に一旦就職し、環境運動家およびそれに関係する活動・プロジェクトは終了している。現在は三重県津市白山町に移住し、同所で団子屋『ひとえや』を営んでいる。
旅中に出逢った紀行ライターの石田ゆうすけとは現在も交流がある。
なお、土居はTwitterやFacebookなどのアカウントを取得し、公式サイトも開設しているが、現在は活動を終えているためか、ここ数年間は全く更新されていない。

## ひとえや
2014年には一般企業で働きながら資金を貯め、愛知県豊田市内で団子屋『ひとえや』を開業。店名は原則として平仮名表記であるが、漢字表記は「単屋」。元は愛知県豊田市内で開催されるフェスタに出店するための店であり、当初は移動式の屋台だった。屋台時代の外観は屋根に茅葺を載せているのが特徴で、この屋根だけで500㎏ほどあり、丸一日かけて設営していた。開業に向けて飲食・衛生関係の資格を取得し、資格の関係から当初は愛知県内でしか営業できなかったが、その後に愛知県外でも営業できるように必要な資格を取得し、現在地で売りに出されていた古民家を買い取り、これを機に現住地に移住するとともに改装を経て店舗として2021年8月8日に正式に開業した。
様々な分野において外国産が流入してきて国産100%の物が無くなりつつある日本の現況を憂い、食材から調理具、調理法に至るまで全て日本の伝統を採用している。特に夏限定で提供している蕨餅は国産純度100%の蕨粉を使用している。国産純度100%の蕨粉を使用した蕨餅は極めて稀少であり、一から手作りしている店は『ひとえや』を含め、全国でも数えるほどしかない。開店から1年1ヶ月ほど経った2022年9月18日には名古屋テレビ放送（メ～テレ）にて『決まっててゴメン』内で特集され、訪れたウド鈴木と対談している。

## エピソード
- 彼の活動を支持するエッセイストの石田ゆうすけが自身のブログに2005年12月12日付で投稿した記事によると、真面目な性格で知られる土居も、かつては髪をモヒカン調にするなど、荒れていた時期があったとのこと[2]。
- 作家で僧侶の瀬戸内寂聴も自身の運営する「寂庵だより」にて土居の活動について取り上げている[31]。
- 生活道具などの荷物は近所に住む友人や馴染みのコンビニ店などに預けていたが、旅を終えるまで8 - 10年近くも預けっぱなしになっていた。しかし、その友人やコンビニ店は土居が一向に引き取りに来ないにも拘らず、荷物を処分することなく大切に保管してくれていたという[32]。
- 土居本人が旅を終えた際にマスコミの取材に対して語ったところによると、約8年に及ぶ旅を通じて傘職人、和紙職人、炭焼職人など、現在は若手の後継者がほとんど居なくなった、日本に数人しか残っていない伝統的な職人たちとの出逢いが多くあったという。
- まだ土居が旅を初めて全体の半分も廻っていなかった頃、ひょんなことから土居のことを知った岐阜県可児市在住の伊藤泰史は、自身も自転車で土居の後を追い、しばらく密着取材を慣行。撮影された動画は小劇場を設けて観賞会が開かれ、後にDVD化されて正式に発売されている[33]。
- 土居が訪館したのは公立図書館であるため、大学などの学術機関の附属図書館や私立図書館[34]や国立図書館[35]は初めから訪館の対象外である。また公立図書館でも広島市まんが図書館など、専門分野に特化している図書館の場合は本のカテゴリーそのものが異なるため、私立図書館と同様に訪館の対象外であった。
- 通常、長きに亘って続けてきたことが終わりを迎える時には、寂しさを感じるものであるが、旅が終わった後に石田から「旅が終わったことに対して寂しさとかは無いの?」と訊かれた土居は「（寂しさなどは）全く無いです。寧ろ「やっと終わりやがったか」という気持ちですね。」と即答した。その理由として「そもそも、こんな旅なんかしたいわけないじゃないですか。でも、しなければならないと感じたからしていただけです」と続け、旅が決して楽しいものではなく、寧ろ過酷で苦しかったことを思わせる言葉を残している。
- 旅を終えた直後に徳島県鳴門市の実家へ短期滞在していた年の暮れにピザ配達のアルバイトをしていた。年の瀬のピザ配達は多くの企業が配達員にサンタクロースの服装で配達をさせるが、長年に亘って和装で旅をしてきた土居にとって「サンタクロースの服装で配達に出るのは辛いものがあった」と本人が語っている。

## 備考
- 仙台市内で事故に遭った当初、土居は仙台市内の自転車店で新しい自転車を調達するつもりだったが、納得のいく自転車が無かったため、岡崎市まで自転車を買いに行くことにした（なぜ仙台市から遠く離れた岡崎市まで調達しに行こうと思ったのかは不明）。その旨を石田に連絡したところ、石田から「それなら東京に立ち寄って家（石田の自宅）に停まって行きなさい」と勧められ、東京に立ち寄って数日間ほど石田邸に滞在した。石田邸に滞在していたのがどのくらいの期間だったのかについては公表が無いので不明であるが、この時に石田邸に長居してしまったのが仙台市内で放置していた図書館（水車）が廃棄されてしまう遠因となった可能性もある。